# Mononychellus yemensis
Mononychellus yemensis är en spindeldjursart som beskrevs av Meyer 1996. Mononychellus yemensis ingår i släktet Mononychellus och familjen Tetranychidae. Inga underarter finns listade i Catalogue of Life.